# Cercopithecus neglectus
Khỉ Brazza hay khỉ râu trắng (danh pháp khoa học: ''Cercopithecus neglectus) là một loài khỉ Cựu thế giới đặc hữu của các vùng đất ngập nước của Trung Phi. Đây là một trong những loài linh trưởng phổ biến châu Phi sống trong rừng. Ở địa phương phân bố nó được gọi là khỉ đầm lầy chúng được đặt tên theo nhà thám hiểm Pháp gốc Ý Pierre Savorgnan de Brazza.
Loài khỉ này có bộ lông màu xám, lông ở chân và tay màu đen, râu trắng, chúng có trọng lượng từ 4 kg (con cái) và 7 kg (con đực). Chúng sống thành từng đàn tại các khu vực rừng nhiệt đới, ăn côn trùng, trái cây và các loài thú nhỏ; thời kỳ mang thai kéo dài 5-6 tháng, mỗi lứa đẻ một con.
Khỉ De Brazza phân bố khắp các đầm lầy, rừng núi khô và tre của Angola, Cameroon, Cộng hòa Trung Phi, Congo, Cộng hòa Dân chủ Congo, Guinea Xích Đạo, Ethiopia, Gabon, the các đồi Cherangani của Kenya, Sudan, và Uganda. Chúng chủ yếu sinh sống trên cây.